# Austrolimnius hercules
Austrolimnius hercules là một loài bọ cánh cứng trong họ Elmidae. Loài này được Boukal miêu tả khoa học năm 1997.